# Filiep Tacq
Filiep Tacq (Kortrijk, 1 oktober 1959) is een Belgische grafisch vormgever en typograaf. Hij is freelancer, publiceert en was docent. Tacq heeft ook meerdere prijzen gewonnen voor zijn ontwerpen, zoals de Plantin-Moretus Prijs en de Amerikaanse Graphic Design Award.

## Biografie
Filiep Tacq is geboren in Kortrijk. Tacq werd opgeleid aan de Koninklijke Academie voor Schone Kunsten van Gent (1977–1981). Hij was docent typografie aan Sint-Lucas Gent van 1989 tot 1995. Van 2002 tot 2006 was hij adviserend onderzoeker aan de ontwerpafdeling van de Jan van Eyck Academie te Maastricht.
In 1990 richtte hij de studio Leopold & Zonen op, gefocust op het ontwerp van kunstboeken en tentoonstellingscatalogi. Tacq realiseerde publicaties over Jan Vercruysse en Dirk Braeckman. Voor de Brusselse uitgever Yves Gevaert ontwierp hij kunstenaarsboeken voor onder meer Rodney Graham, Chris Marker, Ana Torfs, Abbas Kiarostami en Marc Trivier.
Tot zijn cliënten behoren het Museo Nacional Centro de Arte Reina Sofía (Madrid); het Macba in Barcelona; het Centre Georges Pompidou in Parijs, het Guggenheim Museum (New York) en de Dia Art Foundation in New York. Sinds 2000 werkt Filiep Tacq als freelance-ontwerper. Hij woont en werkt in Picos de Europa (Noord-Spanje).

## Prijzen

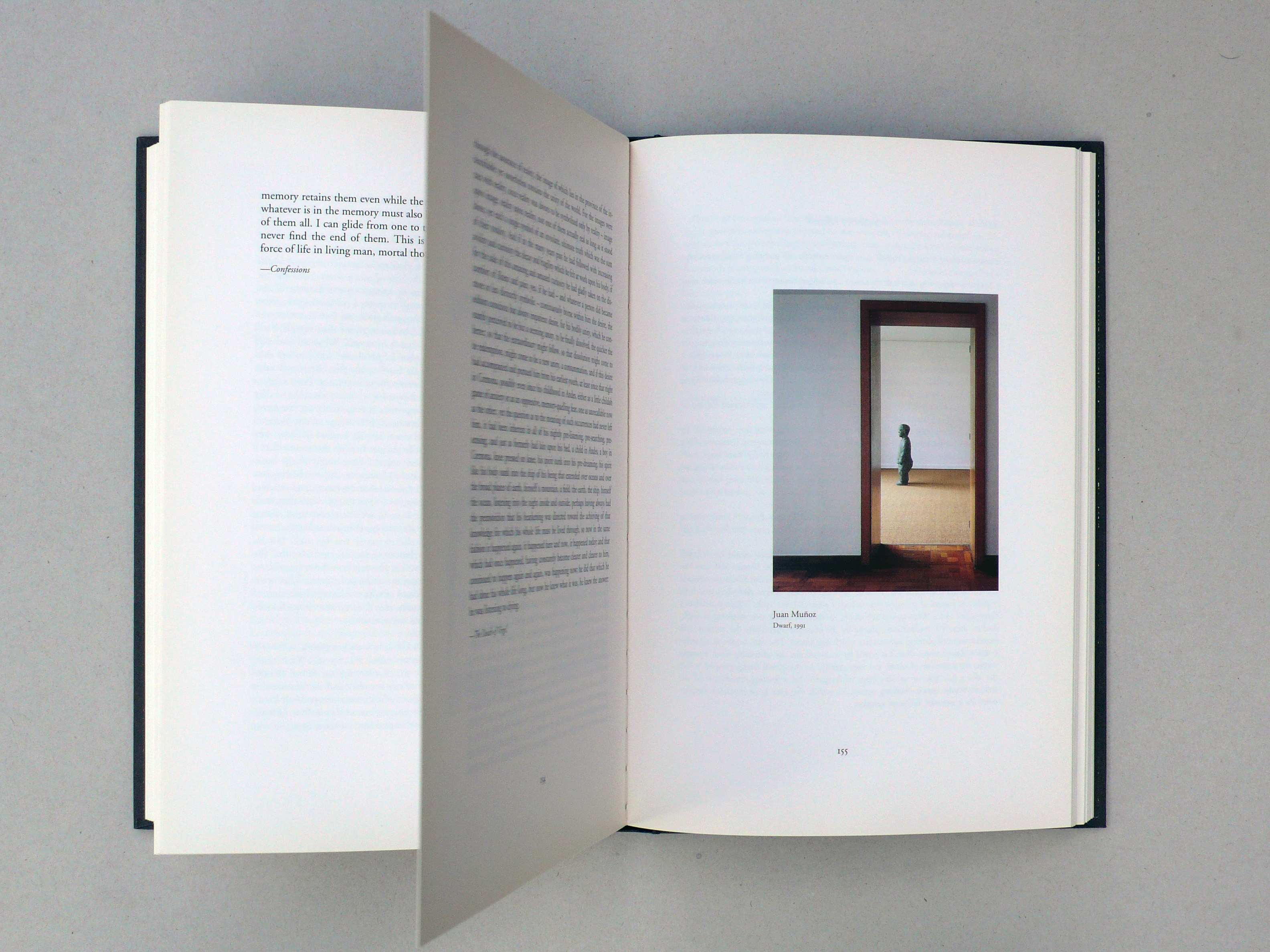
Dubbele pagina met afbeelding van het werk van Juan Muñoz in het boek Het Sublieme Gemis (1993). Boekontwerp door Filiep Tacq

In 1994 werd hij bekroond met de Plantin-Moretusprijs voor zijn ontwerp van het boek Het Sublieme Gemis. Hij verwierf internationale bekendheid toen hij de Design Award mocht ontvangen voor best ontworpen catalogus in 1994 (voor het boek van Rodney Graham) en de Amerikaanse Graphic Design Award in 2000 (voor het boek van Juan Muñoz).

## Ontwerp
Filiep Tacq ontwierp boeken voor:

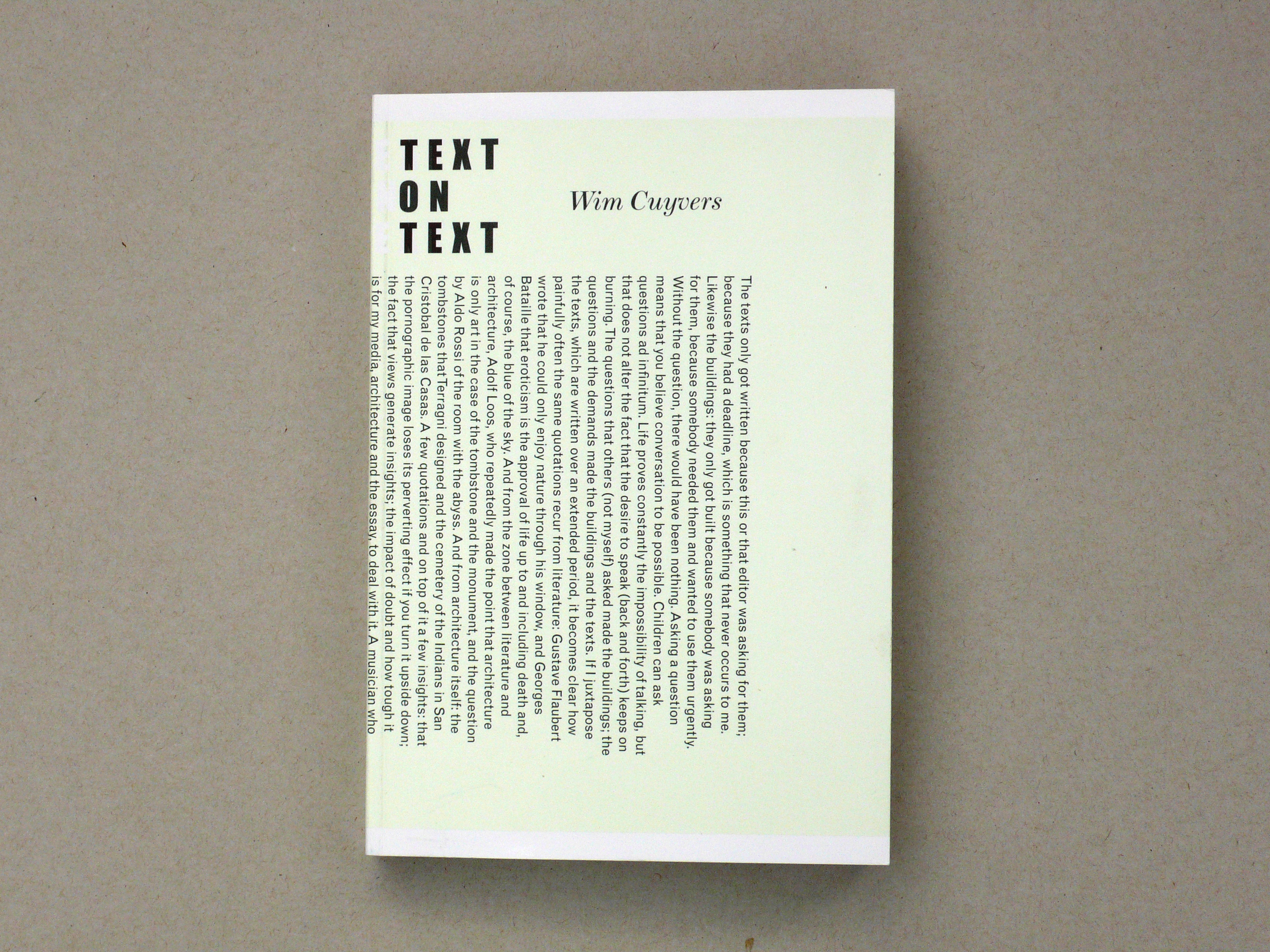
Boekomslag met fosforiserende inkt voor Text on Text door Wim Cuyvers, ontworpen door Filiep Tacq (2005)

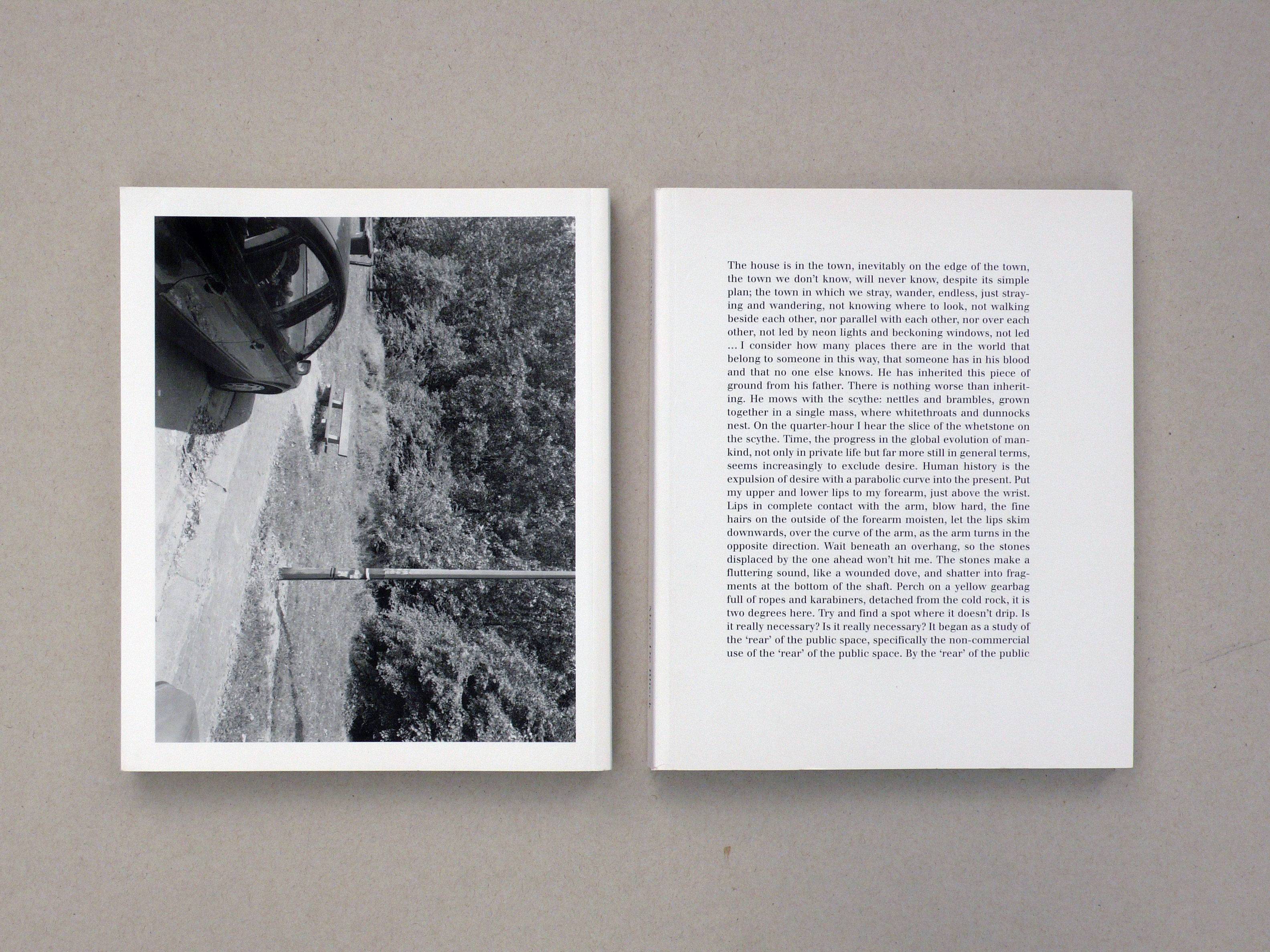
Voor- en achterplat van Livre sans titre door Wim Cuyvers en Marc Deblieck (2002)

- kunstenaars en schrijvers als Dirk Braeckman, Marcel Broodthaers, Wim Cuyvers, Thierry De Cordier, Raoul De Keyser, Juan Muñoz, Abbas Kiarostami, Chris Marker, Ana Torfs, Marc Trivier, Philippe Van Snick, Jan Vercruysse, Thomas Schütte, Dominique Gonzalez-Foerster, Ibon Aranberri, Pedro G. Romero, Jean-François Chevrier, Moyra Davey, Julie Ault en Marlene Dumas.
- instellingen als het Paleis voor Schone Kunsten, Brussel; het kunstcentrum Stroom Den Haag; de Dia Art Foundation, New York; het Macba, Barcelona; en het kunstcentrum Bulegoa z/b, Bilbao.